# Casalmoro
Casalmoro es una comune italiana de la provincia de Mantua, en Lombardía. Tiene una población estimada, en mayo de 2021, de 2.171 habitantes.

## Evolución demográfica
| Gráfica de evolución demográfica de Casalmoro entre 1861 y 2021 |
|                                                                 |
| Fuente ISTAT - elaboración gráfica de Wikipedia                 |